# Herman David Koppel
Herman David Koppel (ur. 1 października 1908 w Kopenhadze, zm. 14 lipca 1998 tamże) – duński kompozytor i pianista pochodzenia żydowskiego.

## Życiorys
Jego rodzice byli polskimi Żydami mieszkającymi w Błaszkach. W 1907 r., będąc nastolatkami, wyemigrowali do Danii, aby wydostać się spod władzy rosyjskiej. Rok później urodził się Herman David Koppel.
W latach 1926–1929 studiował w Konserwatorium Kopenhaskim, gdzie jego nauczycielami byli Rudolph Simonsen (fortepian) i Emilius Bangert (teoria). Od 1930 roku występował jako pianista, koncertując w wielu krajach europejskich. Zasłynął przede wszystkim jako wykonawca utworów fortepianowych Carla Nielsena. Prowadził też działalność jako akompaniator i korepetytor w radio i teatrach. Od 1940 do 1943 i ponownie od 1945 do 1949 roku wykładał w Królewskim Instytucie dla Niewidomych w Kopenhadze. Lata 1943–1945, w związku z niemiecką okupacją Danii, spędził na emigracji w Szwecji. Od 1949 do 1979 roku uczył gry na fortepianie w Konserwatorium Kopenhaskim, w 1955 roku otrzymał tytuł profesora.
Komandor Orderu Danebroga (1979).

## Twórczość
We wczesnym okresie swojej twórczości nawiązywał do dorobku Nielsena, Strawinskiego i Bartóka. Kompozycje z tego okresu, należące do szerokiego nurtu modernizmu, cechują się żywą i urozmaiconą rytmiką, akcentami groteskowymi oraz nawiązaniami do jazzu. Po II wojnie światowej w twórczości Koppela dokonał się zwrot stylistyczny ku pogłębieniu ekspresji i typowo nordyckiemu liryzmowi. Na pierwszy plan wysuwa się wówczas muzyka wokalna, do tekstów czerpanych przede wszystkim z Biblii.

## Wybrane kompozycje
(na podstawie materiałów źródłowych)

### Utwory orkiestrowe
- 7 symfonii (I 1930, II 1943, III 1945, IV 1946, V 1945, VI 1957, VII 1961)
- Koncert skrzypcowy (1929)
- Muzyka na orkiestrę jazzową (1932)
- 2 concertina na orkiestrę smyczkową (1938, 1957)
- 4 koncerty fortepianowe (I 1932, II 1937, III 1948, IV 1963)
- Koncert klarnetowy (1941)
- Sinfonietta (1945)
- Koncert na skrzypce i altówkę (1947)
- Koncert wiolonczelowy (1952)
- Koncert obojowy (1970)
- Koncert fletowy (1971)
- Intrada (1979)
- Koncert na skrzypce, altówkę, wiolonczelę i małą orkiestrę (1984)
- Koncert fagotowy (1989)

### Utwory kameralne
- 5 kwartetów smyczkowych (I 1929, II 1939, III 1945, IV 1964, V 1975)
- Trio na klarnet, skrzypce i fortepian (1931)
- Sekstet na fortepian i instrumenty dęte (1942)
- Ternio I na wiolonczelę i fortepian (1951)
- Kwintet fortepianowy (1953)
- Sonata na wiolonczelę i fortepian (1956)
- Wariacje na klarnet i fortepian (1961)
- 8 wariacji i epilog na fortepian i 13 instrumentów (1972)
- Divertimento na trio smyczkowe (1972)
- Ternio II na saksofon (1973)
- Variazione pastorale na flet i trio smyczkowe (1975)
- Variazioni libere na 2 klarnety, klarnet basowy i perkusję (1976)
- Trio na klarnet, wiolonczelę i fortepian (1986)
- Cantilena na skrzypce i wiolonczelę (1988)
- Muzyka na oktet dęty (1991)
- Muzyka na skrzypce i fortepian (1991)

### Utwory fortepianowe
- 10 utworów (1933)
- Suita (1934)
- 2 tańce (1937)
- Sonata (1950)
- 15 miniatur (1976)

### Utwory na głos i fortepian
- 5 pieśni biblijnych (1949)
- 4 pieśni miłosne (1949)
- Aarstiderne (1957)
- Solsangen (1958)
- Psalm XLII (1960)
- 3 pieśni (1976)

### Utwory wokalno-instrumentalne
- 3 psalmy Dawida na tenora, chór i orkiestrę (1949)
- Immortalis mortalium na baryton, chór chłopięcy i orkiestrę (1954)
- oratorium Mojżesz (1964)
- Requiem (1966)
- Hymny dziękczynienia (1974)

### Opera
- Makbet (1968, wyst. Kopenhaga 1970)